# Дракенстейн

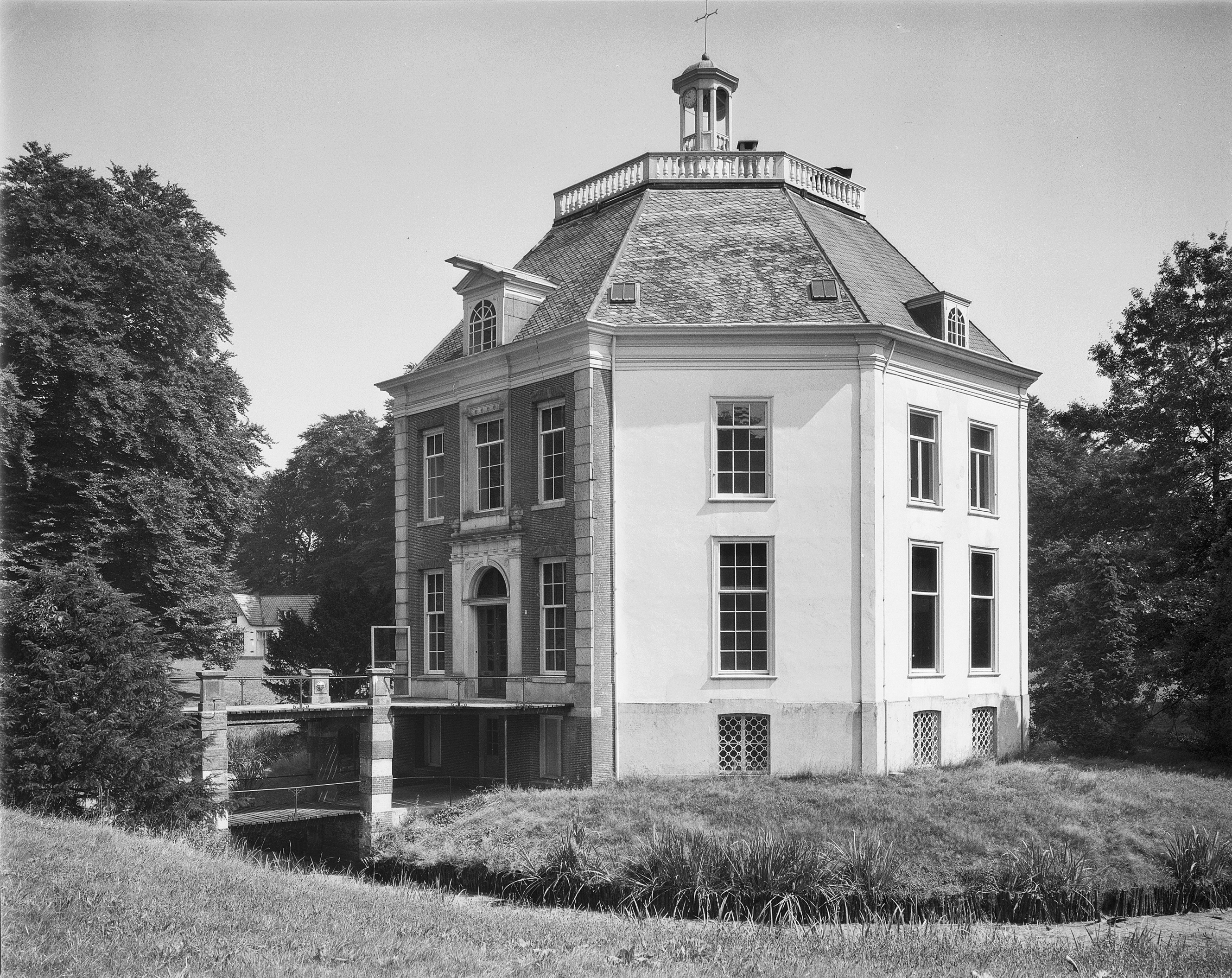
Дворец Дракенстейн в 1959 году.

Дракенстейн (нидерл. Drakensteyn) — небольшой замок, находящийся по адресу 9 Slotlaan, в деревне Lage Vuursche, город Барн, Нидерланды. На 2014 год собственником замка является принцесса Беатрикс Нидерландская, бывшая королева Нидерландов, которая в 2013 году отреклась от престола в пользу сына Виллема-Александра, принца Оранского.
Беатрикс купила замок в 1959 году, когда она была ещё наследницей престола и переехала туда в 1963 году, где жила вместе с мужем принцем Клаусом и тремя появившимися впоследствии сыновьями. После того, как Беатрикс унаследовала от матери королевы Юлианы нидерландский престол в 1980 году, семья переехала в Гаагу в 1981 году во дворец Хёйс-тен-Бос. В 2006 году в замке был произведен ремонт, что дало слухи о том, что королева Беатрикс собирается отречься от престола и жить там.
28 января 2013 года было объявлено, что Беатрикс переедет в Дракенстейн после того, как её сын станет королём 30 апреля 2013 года. 2 февраля 2014 года она переехала в замок.
Первые упоминания названия Дракенстейн относят к 1359 году, а нынешнее здание было построено в 1640—1643 годы для Герарда ван Риде-Лём. В XVII и XVIII веках владельцы замка несколько раз менялись. В 1807 году владельцем замка стал мэр Утрехта Паулюс Вихельмус. Дом оставался в собственности его семьи на протяжении почти 150 лет, пока Фредерик Лодевейк Бос ван Вихельмус не продал его принцессе Беатрикс. Замок не следует путать с находящимся поблизости Klein Drakesteijn (с нидерландского — Маленький Дракенстейн), находящийся по адресу 4 Kloosterlaan и построенного в 1780 году.
Особенностью небольшого замка является его восьмиугольная форма. Вокруг замка вырыт ров, который можно пересечь по мосту. Архитектурный стиль Дракенстейна — классицизм. Замок не является доступным для посетителей, так как это частная собственность принцессы, в отличие от других королевских дворцов.
|  |  |